# Petavius (Mondkrater)

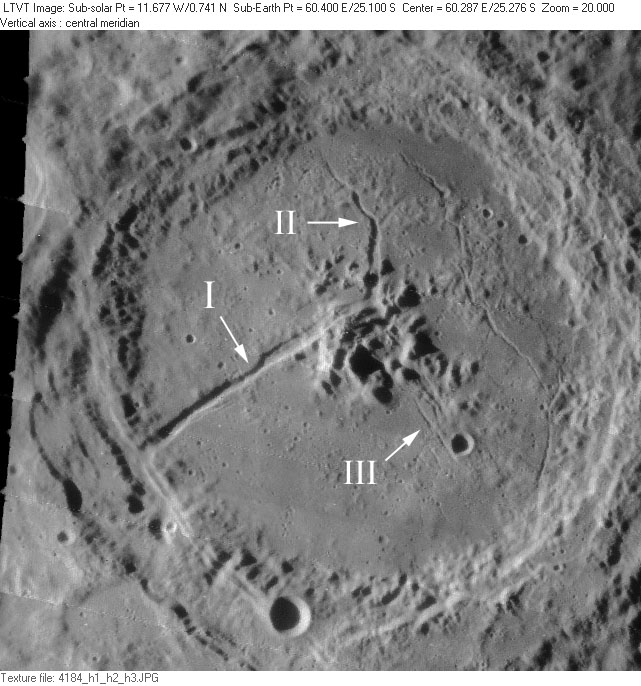
Petavius mit Rimae Petavius (Lunar Orbiter 4)

Petavius ist ein Einschlagkrater auf dem Mond. Er liegt am südöstlichen Rand des Mare Fecunditatis, südlich von Langrenus und nördlich von Furnerius.
Petavius ist mit über 180 km Durchmesser ein großer Krater mit ausgeprägtem, terrassiertem Wall und Zentralberg. Er gehört zum Typus des floor-fractured crater und wurde von Peter H. Schultz der Klasse I zugeordnet. Das im Kraterinneren aufdringende Magma verursachte mehrere Spaltenbrüche, die sogenannten Rimae Petavius oder Petavius-Rillen, ein System von Mondrillen mit drei auffälligen Hauptrillen.
| Buchstabe | Position           | Durchmesser | Link |
| --------- | ------------------ | ----------- | ---- |
| A         | 26,15° S, 61,63° O | 6 km        |      |
| B         | 19,92° S, 56,99° O | 32 km       |      |
| C         | 27,71° S, 59,92° O | 11 km       |      |
| D         | 24,07° S, 64,32° O | 20 km       |      |

Der Krater wurde 1935 von der IAU nach dem französischen Jesuiten Denis Pétau benannt.